# هوارد موريس
هوارد موريس (بالإنجليزية: Howard Morris)‏ (و. 1919 – 2005 م) هو ممثل، ومخرج سينمائي، وممثل دُبلاج، وممثل تلفزيوني، من الولايات المتحدة الأمريكية، ولد في مدينة نيويورك، توفي في هوليوود، كاليفورنيا، عن عمر يناهز 86 عاماً.

## الخدمة العسكرية
خدم في القوات البرية للولايات المتحدة.

## وصلات خارجية
- هوارد موريس على موقع IMDb (الإنجليزية)
- هوارد موريس على موقع الموسوعة البريطانية (الإنجليزية)
- هوارد موريس على موقع ألو سيني (الفرنسية)
- هوارد موريس على موقع ميوزك برينز (الإنجليزية)
- هوارد موريس على موقع أول موفي (الإنجليزية)
- هوارد موريس على موقع قاعدة بيانات برودواي على الإنترنت (الإنجليزية)
- هوارد موريس على موقع قاعدة بيانات الأفلام السويدية (السويدية)
- هوارد موريس على موقع إن إن دي بي (الإنجليزية)
- هوارد موريس على موقع ديسكوغز (الإنجليزية)
- هوارد موريس على موقع قاعدة بيانات الفيلم (الإنجليزية)